# René Jacquet-Francillon
Ne doit pas être confondu avec René Francillon ou François Jacquet-Francillon.
René Jacquet-Francillon, né le 11 mars 1937 en Italie et mort le 8 mars 2018 à Vallejo en Californie, est un écrivain et journaliste français spécialisé dans l'aéronautique.

## Œuvres
- René Jacquet-Francillon et Peter B. Lewis, Pilotes de B-52, Éditions Atlas, 1991, 128 p. (ISBN 978-2-7312-1004-0)[1]
- René Jacquet-Francillon, Pilotes d'avions de guerre électronique, Atlas, 1991, 127 p. (ISBN 978-2-7312-1211-2)[1].
- René Jacquet-Francillon, Du Comet à l'A380 : Histoire des avions de ligne à réaction, Clichy Cedex, France, éditions Larivière, coll. « Docavia » (no 53), mai 2005, 448 p. (ISBN 978-2-84890-047-6, OCLC 470286896, présentation en ligne)[1].
- René Jacquet-Francillon, La grande histoire du ravitaillement en vol, Clichy, Larivière, 2008, 176 p. (ISBN 978-2-84890-145-9)[1].
- René Jacquet-Francillon, Les rois du ciel : DC-1 à DC-7, les Douglas de transport à hélices, Outreau, Lela presse, 10 février 2011, 368 format= 21x29,7 (ISBN 978-2-914017-58-9).
- René Jacquet-Francillon, Mustang, le North American P-51, Le Vigen, Lela Presse, 2014, 368 p. (ISBN 978-2-914017-81-7)[1].
- René Jacquet-Francillon, Lockheed F-104 Starfighter : l'histoire controversée du Zipper, Le Vigen, Lela presse, 2017, 352 p. (ISBN 978-2-37468-002-6)[1].
- (en) René Jacquet-Francillon, Tonkin gulf yacht club : US carrier operations off Vietnam, 1964-1975, Les Essarts-le-Roi, AeroSphere research, 2018, 255 p. (ISBN 978-2-490489-00-8), p. 255.